# 喜屋武朝德

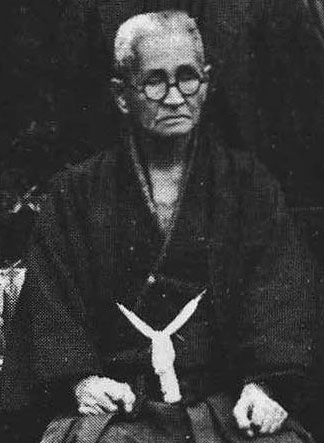
喜屋武朝德

喜屋武朝德（琉球語：〔〕／  ?；日语：／ Kyan Chōtoku；1870年12月—1945年9月20日）是沖繩縣的一位唐手（空手道）家，本姓向。他被認為是二戰以前空手道大家中的一人。

## 經歷

### 童年
喜屋武朝德於1870年出生在琉球國首里儀保村（今沖繩縣那霸市首里儀保町），為向維新（喜屋武親方朝扶）的第三子。他眼睛很小，所以被人稱作「喜屋武目小」（琉球語：／ ）。喜屋武家是尚清王第十子尚悅敬（羽地王子朝武）的後裔，其家格為殿內，世代領有喜屋武間切（今糸滿市喜屋武地區）的地頭。父親向維新是活躍於第二尚氏王朝末期至沖繩縣時代的著名政治家，他忠於琉球王室，琉球被兼併後負責管理末代國王尚泰的財產。而向維新同時也是著名唐手家武成達（松村宗棍）的門人。

### 武歷
喜屋武朝德幼年時先從父親那裡學習武術，與兄長喜屋武朝弼一起學習相撲。15歲時，父親向維新正式教授他唐手。16歲時經父親的介紹，跟隨松村宗棍學習唐手的型「五十四步」達兩年之久。後來跟隨父親來到東京，在二松學舍（今二松學舍大學）讀書，師從於三島中州學習漢學。喜屋武朝德在東京期間受到父親鍛煉唐手的鼓勵。他在東京滯留約九年，於26歲時回到沖繩。
回鄉之後，喜屋武朝德師從於泊手大家松茂良興作、親泊興寬等學習唐手，又拜糸洲安恒、真榮田親雲上等為師。約在38歲時，喜屋武朝德搬到讀谷村的牧原居住，以養蠶和拉馬車維持生計。與其他原來的上層沒落士族家庭一樣，喜屋武朝德生活貧窮。但他在讀谷村居住的時候，向北谷屋良的後裔（可能是北谷屋良利正）學習唐手的型公相君。此後喜屋武朝德於1910年搬到讀谷村的比謝橋，在沖繩縣立農林學校（1945年廢除）、嘉手納警察署等機構指導唐手。
1924年，喜屋武朝德與本部朝勇、摩文仁賢和等人一起參加了在那霸大正劇場舉辦的唐手大演武大會。同年參加在那霸的旭丘成立的沖繩唐手研究部。本部朝基、宮城長順、許田重發等著名唐手家也到會。喜屋武朝德又前往八重山，訪問了被流放到那裡的唐手家德嶺親雲上盛普，拜他為師，從德嶺那裡學習了棒術，當地人稱之為「德嶺之棍」。

### 晚年
1930年，喜屋武發表「体與用、試合的心得」（体と用、試合の心得）的論文，並在比謝橋附近設立道場。1937年參與「空手道基本型12段」的制定。1945年，喜屋武朝德在石川俘虜收容所中因營養失調而死去，享年74歲。喜屋武朝德身材瘦小，但他確實著名的實戰唐手家。其弟子有新垣安吉、長嶺將真、島袋善良、島袋龍夫、仲里常延等人。

## 脚注
1. ↑  《沖繩空手古武道事典》，柏書房，2008年，467頁。